# トマーシュ・ガラーセク
トマーシュ・ガラーセク（Tomáš Galásek, 1973年1月15日 - ）は、チェコ（旧チェコスロバキア）・フリーデク＝ミーステク出身の元同国代表サッカー選手、現サッカー指導者。現役時代のポジションはMF、DF。

## 来歴
攻守のバランスに優れたボランチ。危機察知能力が高く、的確なポジショニングで相手の攻撃を食い止め、前線にボールを展開する。また、強力で精度の高いミドルシュートももっている。。
代表歴としては、1995年にフル代表デビュー。しかしながら、メジャーな大会に出場を果たしたのはEURO2004が最初であった。2006 FIFAワールドカップではキャプテンを務める。EURO2008において代表引退を表明していたが、その幕引きはトルコ戦、2点差をひっくり返されての逆転負けという結果に終わった。
ボルシア・メンヒェングラートバッハ退団後の2009年9月、バイエルンリーガ（ドイツ5部）のFSVエアランゲン＝ブルックに移籍する。2011-12シーズンには同クラブのアシスタントコーチに就任した。
2013-14シーズンより2年間、1.FCシュヴァインフルト05のアシスタントコーチを務める。2015年6月18日、SpVgg SVヴァイデンの監督に招聘された。

## 代表歴

### 出場大会
- チェコ代表
  - 2006 FIFAワールドカップ

### 試合数
- 国際Aマッチ 69試合 1得点（1995年-2008年）[4]

| チェコ代表 | 国際Aマッチ | 国際Aマッチ |
| 年         | 出場        | 得点        |
| ---------- | ----------- | ----------- |
| 1995       | 2           | 0           |
| 1996       | 0           | 0           |
| 1997       | 0           | 0           |
| 1998       | 5           | 0           |
| 1999       | 4           | 0           |
| 2000       | 0           | 0           |
| 2001       | 2           | 0           |
| 2002       | 8           | 0           |
| 2003       | 7           | 0           |
| 2004       | 14          | 0           |
| 2005       | 7           | 1           |
| 2006       | 5           | 0           |
| 2007       | 9           | 0           |
| 2008       | 6           | 0           |
| 通算       | 69          | 1           |

## タイトル
アヤックス
- エールディヴィジ : 2001-02, 2003-04
- KNVBカップ : 2001-02, 2005-06
- ヨハン・クライフ・スハール : 2002, 2005

ニュルンベルク
- DFBポカール : 2006-07